# Sjeverna crvenomorska regija
Sjeverna crvenomorska regija je jedna od šest regija u Eritreji. 

## Zemljopis
Regija Sjeverno crveno more nalazi se uz obale Crvenog mora, a pripada joj i otočje Dahlak skupina od dva velika i 124 mala otoka. Graniči s eritrejskim regijama Anseba, Maekel i Debub na zapadu te Južnom crvenomorskom regijom na jugu. Ima površinu od oko 27.800 km ², te je treća po veličini eritrejska regija. Najniža točka u Eritreji jezero Kulul nalazi se u ovoj regiji.

## Demografija
U regiji živi 897.454 stanovnika, dok je prosječna gustoća naseljenosti 32 stanovnika na km².

## Administrativna podjela
Regija je podjeljena na deset distrikata:
- Afabet
- Dahlak
- Ghelalo
- Foro
- Ghinda
- Karura
- Massawa
- Nakfa
- She'eb

## Vanjske poveznice
- GeoHive